# Gouvernement Kamtsjatka
Het gouvernement Kamtsjatka (Russisch: Камчатская губерния, Kamtsjatskaja goebernija) was een gouvernement (goebernija)  binnen de Russische Socialistische Federatieve Sovjetrepubliek. 
Het gouvernement bestond van 6 november op 26 januari 1922 tot 4 januari 1926. Het ontstond uit de oblast Kamtsjatka van het keizerrijk Rusland. Het gouvernement had zes oejezden: Anadirsk, Tsjoektsjen, Gizjiga, Ochotsk en Petropavl. Het ging op in de kraj Verre Oosten. De hoofdstad was Petropavlovsk-Kamtsjatski.